# برین، فینیستر
برین، فینیستر (به فرانسوی: Berrien) یک کمون در فرانسه است که در canton of Huelgoat واقع شده‌است.

## خصوصیات
برین ۵۶٫۴۲ کیلومترمربع مساحت و ۹۴۴ نفر جمعیت دارد.